# ثيوبالد من بافاريا
ثيوبالد (توفي 717/719) كان دوق بافاريا من 711 على الأقل، عندما ربطه والده ثيودو بحكمه في باساو أو سالزبورغ. كان الابن الثاني لثيودو من زوجته فولشايد.
قسّم والده الدوقية بين أبنائه الأربعة في وقت ما قبل عام 715. عند وفاته عام 716، تم تقسيم الدوقية، لكن ليس من المؤكد ما إذا كان هذا التقسيم إقليميًا أم لا. إذا كان الأمر كذلك، فمن المحتمل، من الإشارات إلى الحروب مع ثورنغيون، أن عاصمة ثيوبولد كانت في ريغنسبورغ وأن دوقيته تتوافق مع تلك الأبرشية.
يرد اسم ثيوبالد بشكل شائع في «كتاب الأخوة سالزبورغ» لعام 784. تزوج ثيوبالد من بيلترود كزوجته الأولى أو الثانية. ربما كان قد تزوج سابقًا من والدرادا، التي ربما كانت زوجة شقيقه الأصغر تاسيلو. تزوج بيلترود، شقيقه الأصغر وخليفته، في وقت لاحق من جريموالد.